# Paul Tang
Paul Johannes George Tang (sinh ngày 23 tháng 4 năm 1967) là một chính trị gia người Hà Lan và là thành viên của Nghị viện Châu Âu (MEP) cho Hà Lan. Ông là một thành viên của Đảng Lao động, một phần của Liên minh Tiến bộ Xã hội và Dân chủ. Từ năm 2007 đến năm 2010, Đường là thành viên của Hạ viện Hà Lan.
Ông là thành viên của Nghị viện Châu Âu kể từ tháng 7 năm 2014.

## Tiểu sử
Tang sinh ngày 23 tháng 4 năm 1967 tại Haarlem ở Hà Lan. Ông học chuyên ngành kinh tế tại Đại học Amsterdam từ năm 1985 đến năm 1991, tốt nghiệp trung học. Sau đó ông làm trợ lý tại Đại học Tilburg và làm nghiên cứu viên thực tập tại Đại học Amsterdam. Từ năm 1995 đến năm 2005, ông là nhân viên của Văn phòng Phân tích Chính sách Kinh tế. Năm 2001, ông lấy bằng tiến sĩ về khoa học kinh tế của Đại học Amsterdam. Ông chuyển sang Bộ Kinh tế Hà Lan, nơi ông làm Phó Giám đốc Chính sách Kinh tế chung từ tháng 9 năm 2005 đến tháng 3 năm 2007.

## Sự nghiệp chính trị

### Hạ viện
Trong cuộc tổng tuyển cử năm 2006 của Hà Lan, ông đã có mặt trong danh sách ứng cử viên của Đảng Lao động. Ông không được bầu trực tiếp, nhưng sau khi một số thành viên Công đảng của Hạ nghị viện tiến về phía nội các Tang đã lên thành viên của Hạ viện. Trong Hạ viện, ông đã giải quyết các chính sách tài chính và tài chính. Trong số đó có tranh chấp Icesave và vai trò của Ngân hàng De Nederlandsche trong đó. Trong năm 2008, Tang đã bị chủ tịch Hạ viện Gerdi Verbeet khiển trách bằng lời nói sau khi nói chuyện công khai về vấn đề vẫn còn bí mật Miljoenennota (nl) (triển vọng tài chính của Chính phủ Hà Lan). Trong năm 2009, ông đã tiết lộ một số tài liệu về tài chính cho RTL Nieuws. Công đảng lấy quyền nói của mình về các chủ đề của mình trong Hạ viện một tháng. Trong năm 2010 Tang đã chọn không được tái cử trong các cuộc bầu cử tiếp theo.

### Nghị viện châu Âu

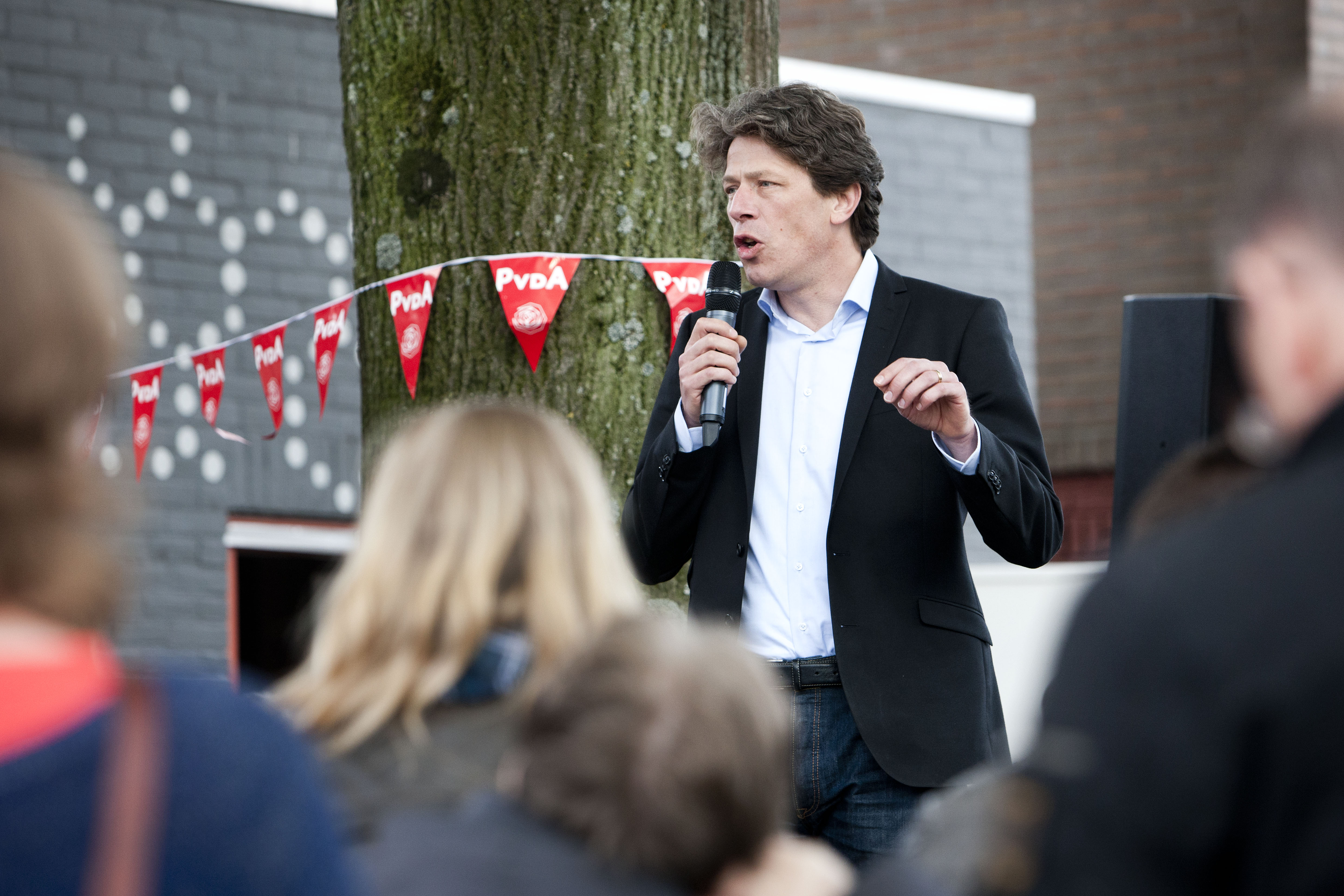
Paul Tang vận động trong năm 2014

Trong cuộc bầu cử nội bộ Công đảng, ông Đường được chọn là lijsttrekker (ứng viên hàng đầu) trong cuộc bầu cử Nghị viện Châu Âu năm 2014, ông đã giành được 52% số phiếu. Trong cuộc bầu cử Tháng Năm năm 2014 Đường đã được bầu vào Quốc hội Châu Âu. [1]
Trước khi được bầu, tháng 3 năm 2014, Đường cho rằng các quan chức cao cấp của EU không nên kiếm gấp mười lần mức lương của nhân viên EU được trả lương thấp nhất. Ông cũng lập luận rằng EU đã cản trở tăng trưởng kinh tế của châu Âu và lập luận rằng cần giám sát chặt chẽ hơn đối với các ngân hàng ở EU và cải cách trong ngành.
Trong Quốc hội Châu Âu, ông là thành viên của Ủy ban Ngân sách và Ủy ban về Các vấn đề Kinh tế và Tiền tệ. Gần đây, ông gia nhập Ủy ban Đặc biệt về Các Quyết định về Thuế và Các biện pháp Khác Tương tự trong Tự nhiên hoặc có hiệu lực vào năm 2015. Ông cũng là Phó Chủ tịch Ủy ban Quốc hội về Ổn định và Hiệp hội của EU-Serbia.